# Bedotia geayi
Bedotia geayi, genannt Rotschwanz-Ährenfisch, ist ein Vertreter der auf Madagaskar endemischen Fischgattung Bedotia. Das Artepitheton ehrt den Forschungsreisenden und Redakteur der Zeitschrift „La Science Française“ M. F. Geay, der den Fisch entdeckte. Für die Verwendung in der Aquaristik 1953 nach Frankreich eingeführte Bedotia madagascariensis wurden fälschlicherweise als B. geayi bestimmt und lange Zeit unter diesem Namen gehandelt.

## Verbreitung und Lebensraum
Die ausschließlich im Süßwasser lebende Art bewohnt kleine Fließgewässer im Einzugsgebiet des Mananjary zwischen 300 und 650 Meter über dem Meeresspiegel. In den teilweise schnell strömenden Bächen und Flüssen bevorzugt B. geayi ruhige und von Ufervegetation beschattete Bereiche.
Die Syntypen stammen aus einem nördlich vom Hauptstrom gelegenen Nebenfluss des Mananjary in der Nähe von Morafeno. Funde aus einigen südlichen Nebenflüssen sind ebenfalls bekannt. Im Einzugsgebiet des Namorona, das sich im Süden unmittelbar an das des Mananjary anschließt, ist B. geayi nicht mehr anzutreffen, dort findet sich stattdessen ein wissenschaftlich noch nicht beschriebener Verwandter. Eine nördliche Grenze des Verbreitungsgebietes lässt sich wegen des Mangels an verwertbarem Datenmaterial nicht genau festlegen.

## Erscheinung
Bei Freilanduntersuchungen erreichten die größten Exemplare eine Standardlänge von etwas über sieben Zentimeter. Der mit großen Cycloidschuppen bedeckte Körper wirkt grazil und relativ langgestreckt. Während der Rücken bis zur ersten Rückenflosse leicht gebogen ist, ist die Bauchlinie relativ gerade. Beide Geschlechter tragen einen dunklen Längsstreifen auf den Körperseiten und haben transparente Brustflossen, unterscheiden sich aber im Muster der unpaaren Flossen. Männliche Tiere haben rote Ränder an Rücken-, After- und Schwanzflosse sowie einen deutlichen roten Punkt am Kinn. Weibliche B. geayi sind deutlich weniger farbenfroh. Auf der Basis der Schwanzflosse befindet sich ein signifikanter dunkler Fleck, der die Art deutlich von ebenfalls längsgestreiften Verwandten, wie B. madagascariensis, unterscheidet.
Die erste Rückenflosse wird durch fünf schwache Hartstrahlen getragen, die zweite von elf bis 14 Weichstrahlen, von denen die ersten vier oder fünf ungeteilt sind. Von den 17 bis 19 Weichstrahlen der Afterflosse sind drei oder vier ungeteilt. Die kurzen Brustflossen setzen hoch am Körper an und haben zwölf Weichstrahlen. Ein Hartstrahl und fünf fächerartig geteilte Weichstrahlen stützen die Bauchflossen. Die Schwanzflosse ist leicht eingekerbt. Auf den Kiemenbögen sitzen 15 bis 16 deutlich gezahnte Kiemenreusendornen.

## Verhalten
Der Mageninhalt gefangener Exemplare legt nahe, dass die Art sich vorwiegend von Anflugnahrung ernährt. Wie auch B. madagascariensis lebt B. geayi in größengestaffelten Schwärmen. Das verfügbare Datenmaterial lässt vermuten, dass es weitgehende Übereinstimmungen im Verhalten und den Fressfeinden beider Arten gibt.

## Status
Innerhalb seines Verbreitungsgebiets im Einzugsgebiet des Mananjary ist B. geayi häufig anzutreffen. Anlass zur Sorge geben jedoch die Habitatzerstörung durch menschliche Einflussnahme in den niedriger gelegenen Bereichen des Flussgebiets und die Präsenz von eingeschleppten Lebendgebärenden Zahnkarpfen, insbesondere Gambusia holbrooki. Mittelfristig geht auch Gefahr vom ebenfalls eingeschleppten Schlangenkopffisch Channa maculata aus, er hat das Verbreitungsgebiet von B. geayi noch nicht erreicht, siedelt aber bereits im benachbarten Flussgebiet des Namorona. Die IUCN beurteilt die Art als „gefährdet“ (vulnerable).

## Belege
1. ↑  Peter Schubert: Bedotia geayi Pellegrin, 1907. Rotschwanz-Ährenfisch. In: Claus Schaefer, Torsten Schröer (Hrsg.): Das große Lexikon der Aquaristik. Eugen Ulmer, Stuttgart 2004, ISBN 3-8001-7497-9, S. 140.
2. ↑  J. Pellegrin: Liste des poissons recueillis à Madagascar par M. F. Geay. Description d’une espèce nouvelle. Bulletin du Musée National d’Histoire Naturelle, 30, S. 201–206, 1907
3. ↑  Paul Loiselle, Damaris Rodriguez: A new species of Bedotia (Teleostei: Atherinomorpha: Bedotiidae) from the Rianila drainage of Eastern Madagascar, with redescriptions of Bedotia madagascariensis and Bedotia geayi. In: Zootaxa. Nr. 1520, 2007, ISSN 1175-5326 (print) ISSN 1175-5334 (online), S. 7, 8 (PDF, 390 kB)
4. ↑  Loiselle, S. 10, 11
5. ↑  Loiselle, S. 8, 9
6. 1 2  Loiselle, S. 9
7. ↑  Loiselle, S. 8
8. 1 2  Loiselle, S. 11